# 2e régiment de hussards
Das 2e régiment de hussards („2e RH“, 2. Husarenregiment) ist ein gepanzertes Aufklärungsregiment der Französischen Armee. Es ist Teil der Arme blindée et cavalerie und untersteht dem Commandement du renseignement (Aufklärungskommando). Das Regiment zeichnete sich besonders in den Revolutionskriegen und in den Kriegen des Ersten Kaiserreichs aus.
Die Husaren sind als Fernspäher spezialisiert auf Infiltration, Verschleierung, Aufklärung, Überlebenstechniken und deren neueste Technologien und zeichnen sich durch die hohe Mobilität ihrer Patrouillen aus, die kurzfristig eingesetzt werden können.

## Aufstellung und signifikante Änderungen
- 21. Dezember 1734: König Louis XV bestimmte, dass ein drittes Husarenregiment zusätzlich zu den beiden bereits permanent bestehenden Regimentern de Rattsky (1716) und de Bercheny (1720) aufzustellen sei. Das Regiment sollte in Versailles stationiert werden.
- 25. Januar 1735: Die Einheit wurde in Strasbourg aufgestellt und gemäß den Gepflogenheiten nach dem Regimentskommandanten, dem Comte Valentin-Joseph Esterhazy, „Régiment de Esterhazy-Houzards“ genannt.
- 1. August 1743: Umbenennung in „Régiment de David-Houzards“[1]
- Januar 1747: Umbenennung in „Régiment de Turpin Houzards“

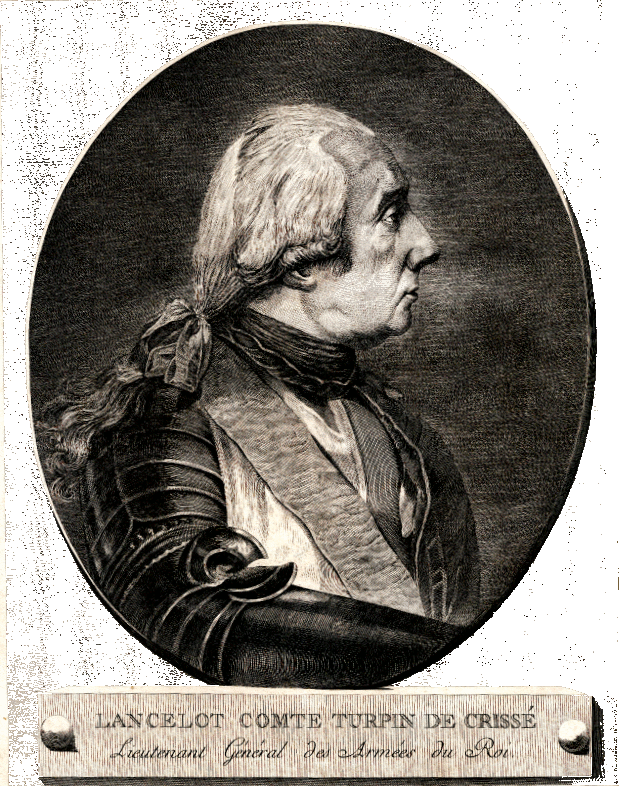
Comte Lancelot Turpin de Crissé

- Februar 1761: Umbenennung in „Régiment de Chamborant Houzards“[2]
- 1. Januar 1791: Umbenennung in „2e régiment de hussards (ci-devant Chamborant)“
- 1794: Umbenennung in: „2e régiment de hussards“
- 1814: Mit der Ersten Restauration und der Rückkehr des Königs erfolgte die Umbenennung in „Régiment des hussards de la Reine“.
- 1815: Während der Herrschaft der Hundert Tage erhielt es die Bezeichnung „2e régiment de hussards“ zurück. Nach der endgültigen Abdikation von Kaiser Napoleon erfolgte im September des gleichen Jahres die Auflösung.
- 21. Februar 1816: In Metz wurde als Nachfolgeeinheit das „Régiment de hussards de la Meurthe“ aufgestellt.
- 1825: Umbenennung in „2e régiment de hussards“
- 1939: Auflösung des Regimentsverbandes und Zuweisung der einzelnen Escadrons als Divisionsaufklärungsgruppen
- 9. August 1940: Nach dem Waffenstillstand von Compiègne und der Errichtung der Armee des Vichy-Regimes wurde das Regiment mit diesem Datum wieder aufgestellt.
- 25. November 1942: Nach der Besetzung von Restfrankreich durch die deutsche Wehrmacht (Unternehmen Anton) erfolgte die Auflösung mit der gesamten Armee.
- 1944: Wiederaufstellung des Regiments im befreiten Frankreich
- 1946: Auflösung mit gleichzeitiger Wiederaufstellung durch Teile des 4e régiment de hussards

## Mestres de camp/Colonels/Chefs de brigade
Mestre de camp war die Rangbezeichnung für den Regimentsinhaber und/oder den tatsächlichen Kommandanten. Sollte es sich bei dem Mestre de camp um eine Person des Hochadels handeln, die an der Führung des Regiments kein Interesse hatte (wie z. B. der König oder die Königin), so wurde das Kommando dem Mestre de camp-lieutenant (oder Mestre de camp en second) überlassen. Die Bezeichnung Colonel wurde von 1791 bis 1793 und ab 1803 geführt, von 1793 bis 1803 verwendete man die Bezeichnung Chef de brigade. Ab 1791 gab es keine Regimentsinhaber mehr.
| I. | II. | III. |
| --- | --- | --- |
| - 1735 bis 1743: Mestre de camp Comte Valentin-Joseph Esterhazy, Regimentsinhaber - 1743 bis 1747: Mestre de camp Chevalier Zigmond David, Regimentsinhaber - 1747 bis 1761: Mestre de camp Comte Lancelot Turpin de Crissé, Regimentsinhaber - 1761 bis 1791: Mestre de camp Marquis de Chamborant de la Clavière, Regimentsinhaber, ab 1767 das Kommando an einen Mestre de camp en second abgegeben - 1767 bis 1782: Mestre de camp en second Baron de Lindenbaum - 1782 bis 1783: Mestre de camp en second Chevalier de Pistoris - 1783 bis 1788: Mestre de camp en second Chevalier de Bozé - 1788 bis 1789: Mestre de camp en second Baron de Rozen - 1789 bis 1791: Mestre de camp en second Comte de Bozé - 1791 bis 1792: Colonel Baron de Malzen - 1792 bis 1793: Colonel Comte Charles Louis Joseph de Gau de Frégeville - 1793 bis 1806: Chef de brigade (ab 1803 Colonel) Baron Jean-François Thérèse Barbier - 1806 bis 1809: Baron François-Joseph Gérard - 1809 bis 1813: Baron Gilbert-Julian Vinot - 1813 bis 1815: Baron Louis de Séganville - 1815 bis 1821: Colonel Prince Joseph-Marie de Savoie-Carignan - 1821 bis 1830: Colonel Vicomte Alexandre-Gaultier de Rigny | - 1830 bis 1843: Comte Duroc de Chabannes - 1843 bis 1848: Gagnon - 1848 bis 1855: Dumor - 1855 bis 1862: l’Huillier - 1862 bis 1868: Gadic - 1868 bis 1873: Carrelet - 1873 bis 1875: Aubert - 1875 bis 1882: de Bonne - 1882 bis 1887: Roustain - 1887 bis 1894: de Bellegarde - 1894 bis 1898: de Chalendar - 1898 bis 1904: d’Hombres - 1904 bis 1908: Gouget de Landres - 1908 bis 1914: Carles de Carbonnières - 1914 bis 1917: Gouzil - 1919 bis 1920: Colonel François René Boullaire - 1920 bis 1921: Huet - 1921 bis 1923: Pichon-Vendeuil - 1923 bis 1930: Potiron de Boisfleury - 1930 bis 1932: Cyr de Lafon - 1932 bis 1934: Testard - 1934 bis 1936: Eugène Marie Louis Bridoux - 1936 bis 1939: Dodard des Loges - 1939: Abrial - 1940 bis 1941: du Bois de la Calande - 1941 bis 1942: Colonel Marie Émile Richard Boutaud de Lavilléon - 1942: Desazars de Montgailhard - 1944: Commandant Darizcuren - 1945: Roy - 1945: O’Neill - 1946: Séguineau de Préval - 1946 bis 1951: Salesse-Lavergne - 1951 bis 1953: Gentien - 1953 bis 1955: Laurent - 1955 bis 1956: de Charbot | - 1956 bis 1960: Bernard - 1960 bis 1961: Moreau - 1961 bis 1962: de Champeaux de la Boulaye - 1962 bis 1964: Méry - 1964 bis 1965: Douat - 1965 bis 1967: de Vanssay - 1967 bis 1969: Menard - 1969 bis 1971: Mazin - 1971 bis 1973: de Bermondet de Cromières - 1973 bis 1975: Maisonnet - 1975 bis 1977: Dupuy de la Grand’Rive - 1977 bis 1979: Zwingelstein - 1979 bis 1981: Rimaud - 1981 bis 1983: Dumouchel de Prémare - 1983 bis 1985: Boÿ - 1985 bis 1987: Barrois - 1987 bis 1990: d’Harcourt - 1990 bis 1991: Bart - 1991 bis 1993: Jérome Millet-Taunay - 1993 bis 1995: Martin - 1995 bis 1997: Michel - 1997 bis 1999: Ballarin - 1999 bis 2001: Lépinette - 2001 bis 2003: Nicolazo de Barmon - 2003 bis 2005: Lacoste de Fontenilles - 2005 bis 2007: Renard - 2007 bis 2009: Maury Eric - 2009 bis 2011: Cottereau - 2011 bis 2013: Guillaume Danes - 2013 bis 2015: Ronan Haicault de la Regontais - 2015 bis 2017: Jean-Hilaire Millet-Taunay - seit 2017: Brumel-Jouan Hubert |

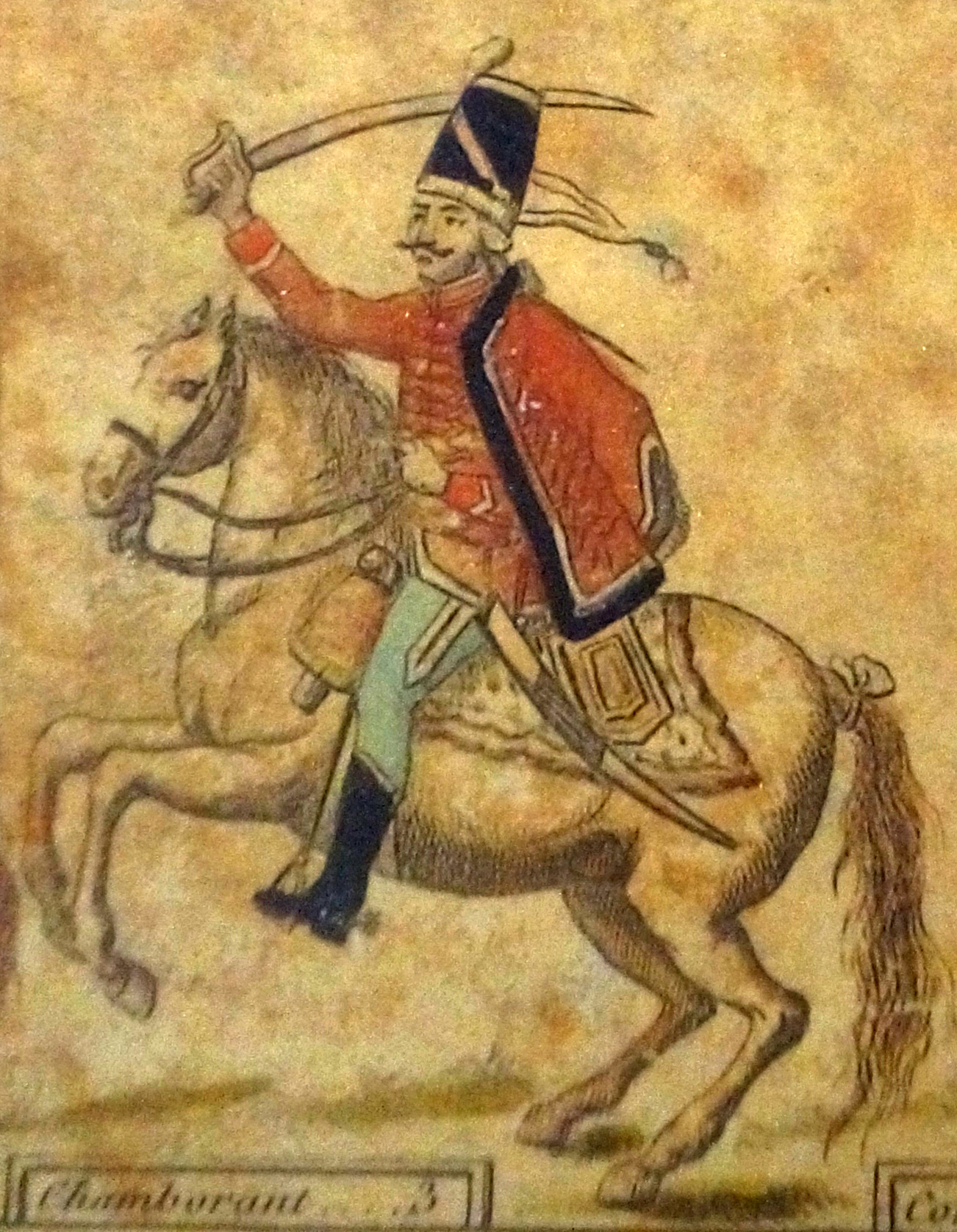
Régiment de Chamborant

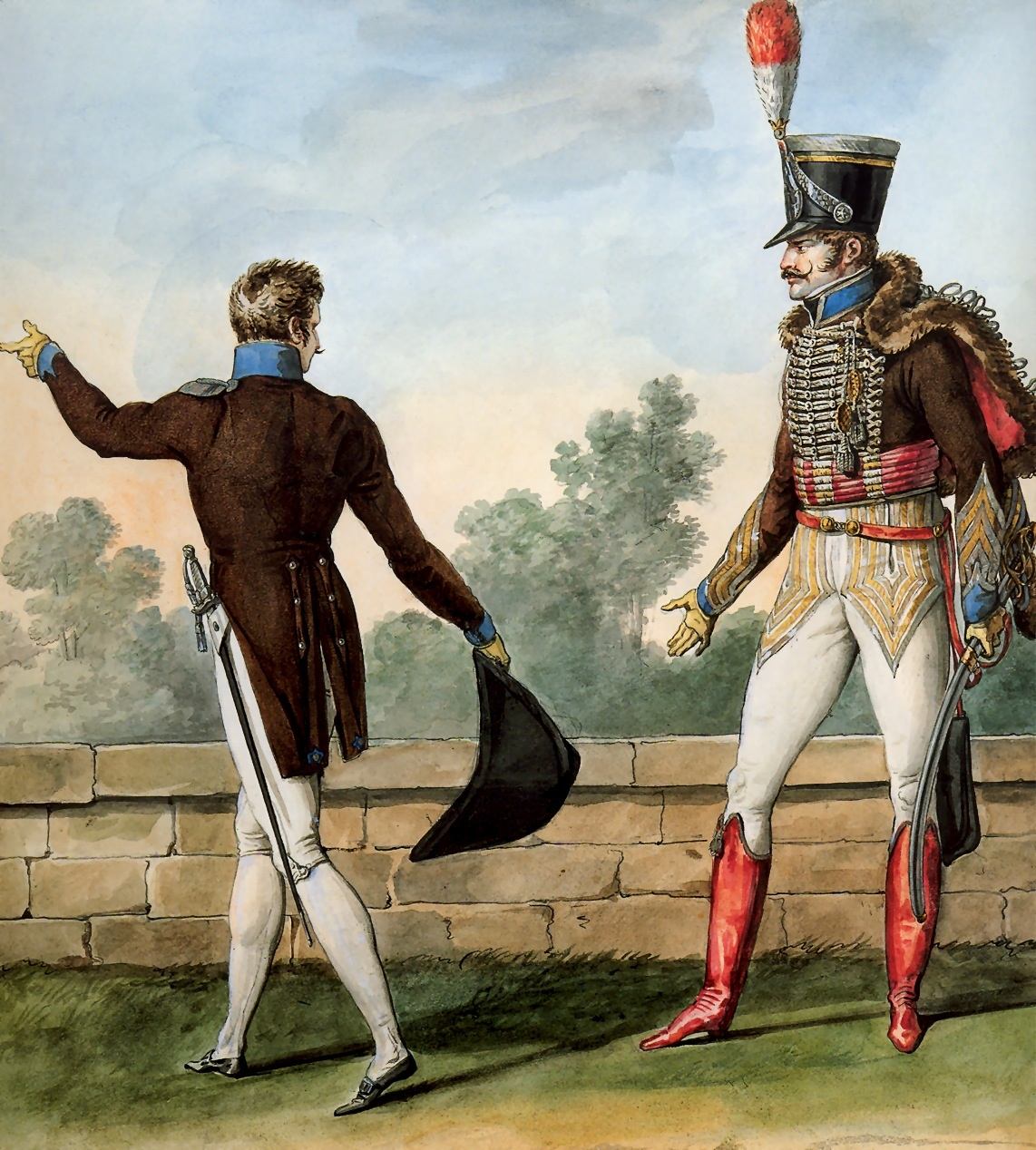
2^{e} régiment de hussards, 1812

## Einsatzgeschichte

### Feldzüge während des Ancien Régime
Polnischer Thronfolgekrieg (1733 bis 1738)
- 1735: Ohne komplettiert worden zu sein, wurde im Frühjahr eine Kompanie zu 50 Reitern an den Rhein abkommandiert, um dort die Bewegungen der kaiserlichen Truppen zu überwachen. Die Franzosen unter dem Kommando von Maréchal de France François de Franquetot, duc de Coigny, führten einen Kleinkrieg, ohne größere Aktionen, jedoch mit Aufklärungs- und Requirierungsaktionen und Scharmützeln bei Trier und Trarbach.
- 1737: Bis zu diesem Jahr lag das Regiment in Garnison in Straßburg.
- 1739: Am 30. April landete das Regiment in Calvi auf Korsika. Beteiligung an der Unterwerfung der Insel und Niederschlagung des Königreichs Korsika. Es war bis 1741 dort stationiert und erhielt dann den Befehl zur Verlegung in die Provence, wo es von August 1741 bis Mai 1742 blieb.

Österreichischer Erbfolgekrieg (1740 bis 1748)
- 1743: Am 12. April marschierte das Regiment unter dem Kommando von Maréchal de camp Bercheny nach Landau, wo es am 1. Mai eintraf. Nach der Überquerung des Rheins und einer Aufklärungsmission gegen den Main fiel der Kommandant Comte Valentin-Joseph Esterhazy am 17. Juni 1743 an der Spitze seines Regiments. Das Kommando übernahm daraufhin sein bisheriger Stellvertreter, Chevalier Zsigmond David. Die zwei Husarenescadrons kämpften in diesem Jahr noch am 27. Juni in der Schlacht bei Dettingen. Am 1. August übernahm David auch offiziell das Regiment, das nun seinen Namen führte.
- 1744: Abstellung zur Moselarmee mit der Beteiligung an der Einnahme von Zabern am 13. August. Mit der Truppe unter dem Kommando von Maréchal de Belle-Isle war das Régiment de David Hussards an den Operationen bei Freiburg (September) und in Schwaben (Oktober bis Dezember) beteiligt. Hier wurde dann auch Winterquartier bezogen.
- 1745: Nach dem Tod von Kaiser Karl VII. am 20. Januar 1745 verlagerte sich das Hauptkriegsgeschehen nach Flandern. Das Régiment de David Hussards kämpfte jedoch weiterhin in Bayern und am Neckar bis zum Ende des Jahres und bezog dann Winterquartier in Pont-à-Mousson.
- 1746: Die David Hussards wurden in die Österreichischen Niederlande verlegt, wo sie sich bei den dortigen Operationen auszeichnen konnten – so bei der Einnahme von Löwen (Mai), der Belagerung von Namur (September) und in der Schlacht bei Raucoux.
- 1747: Am 27. Januar gab der Chevalier Zsigmond David das Kommando ab, das an den Comte de Turpin de Crissé überging. Am 15. August übernahm das Regiment auch offiziell den Namen „Turpin Hussards“. Es wurde der Armee von Maréchal de Saxe zugeteilt und konnte sich, in Anwesenheit von König Louis XV, in der Schlacht bei Lauffeldt auszeichnen. Hier durchbrach es die erste britische Linie und zerstreute die feindlichen Reservetruppen.

Siebenjähriger Krieg (1756 bis 1763)
- Über die Verwendung liegen keine Angaben vor.

### Revolution und Premier Empire
- 1789: Das „Régiment des hussards de Chamborant“ lag in Landau (Pfalz) in Garnison und verlegte 1790 nach Nancy.
- 1791: Mit dem 1. Januar verloren alle Regimenter ihre Namen und wurden nur noch mit Nummern bezeichnet. Da Regiment hieß nun vorläufig „2e régiment de hussards (ci-devant Chamborant)“ und wurde in das Herzogtum Pfalz-Zweibrücken verlegt.[3]
- 1792: Zu Beginn des Jahres wurden die Husaren zurück nach Frankreich verlegt und bezogen Garnison in Mouzon. Hier zog es der Regimentskommandant, der Colonel Marquis André-Claude de Chamborant de la Clavière[4], vor, mit einem Teil seiner Offiziere den Dienst zu verlassen und zu emigrieren. (Wahrscheinlich schlossen sie sich der Armee der Emigranten an.)

Unter seinem neuen Kommandanten, dem Colonel Charles Louis Joseph de Gau de Frégeville, war das Regiment an der Kanonade bei Valmy beteiligt. Dann zur Armee nach Belgien abkommandiert, kämpfte es am 3. November im Gefecht bei Thulin, am 4. November im Gefecht bei Boussu und am 6. November in der Schlacht bei Jemappes. Hier konnte es eine Redoute wegnehmen und die Besatzung ungarischer Grenadiere verjagen. Danach gelang es ihnen noch, das Regiment Coburg Chevaulegers und Blankenstein-Husaren in die Flucht zu schlagen.
- 1793: Neuer Kommandant wurde der Colonel François Barbier. Die 1. und 2. Escadron wurden zur Armée du Nord, die 3. bis 6. Escadron zur Armée du Rhin et Moselle (Rhein- und Moselarmee) abgestellt, wo letztere an der Schlacht bei Weißenburg teilnahmen. Hier konnten sie die Reiter des Österreichisch-Steirischen Freikorps Wurmser und die preußischen Von-Wolffradt-Husaren in die Flucht schlagen. Dazu konnten eine Anzahl Soldaten des österreichischen Infanterieregiments Bender gefangen genommen werden. Die 1. und 2. Escadron kämpften in der Schlacht bei Hondschoote, in der Schlacht bei Wattignies und im Gefecht bei Courtrai.
- 1794: Im Juni war das Regiment wieder vereinigt und kämpfte in der Schlacht bei Fleurus. Es gehörte zur Armee, die unter dem Kommando von Jean-Charles Pichegru in die Niederlande eindrang.
- 1795: Zur Division von Marceau in der Sambre-Maas-Armee abkommandiert, nahm das Regiment an der Belagerung von Mainz teil und konnte sich am 26. September im Gefecht bei Schwalbach und am 10. November im Gefecht bei Kreuznach auszeichnen. Winterquartier wurde in Ottweiler bezogen.
- 1797: Am 18. April, während des Übergangs über den Rhein bei Neuwied, wurden die österreichischen Artilleriebatterien, die die Brücken schützen sollten, angegriffen und österreichische Kavallerie zersprengt. Zwei Kanonen wurden erbeutet.
- September 1797 bis Mitte 1799: Das Regiment war in Paris stationiert, um während des „Coup d’État du 18 fructidor an V“ (Staatsstreich vom 4. September 1797) die Ordnung in der Hauptstadt aufrechtzuerhalten. Im Januar/Februar 1798 waren zwei Pelotons des Regiments zur Bewachung der Briganten aus der Region Châteaudun eingesetzt, die im Schloss Villeprévost festgesetzt waren. Am 10. September standen die Husaren vor Mannheim, wo sie ungarische Grenadiere vertreiben konnten. In der Nacht vom 6. auf den 7. Oktober griff ein 16 Reiter starkes Peloton unter dem Kommando von Sous-lieutenant Drazdianski die Nachhut der österreichischen Kavallerie an.
- 1800: In der Nacht vom 15. auf den 16. Juli schlug das Regiment einen Ausfall der Garnison von Ingolstadt zurück und kämpfte am 3. Dezember in der Schlacht bei Hohenlinden.
- 1801: „Les Chamborant“ verlegte nach Belgien und bezog Garnisonen in Gent, dann in Mechelen und danach in Breda in den Niederlanden.

### Auflistung der Einsätze 1792 bis 1815

Barettabzeichen

Einsätze während des Ersten Koalitionskrieges (1792 bis 1797)
- 1792:
  - Gefecht bei Grisvelle
  - Gefecht bei Vernon (Eure)
  - Gefecht bei La Croix-aux-Bois
  - Gefecht bei Grand-Pré
  - Gefecht bei Montcheutin
  - Kanonade bei Valmy
  - Schlacht bei Jemappes
- 1793: mit der Armee in Belgien, dann Kämpfe im Roussillon
  - Gefecht bei Peyrestortes
  - Gefecht bei La Roche
  - Schlacht bei Hondschoote
  - Gefecht bei Letrecies
  - Schlacht bei Weißenburg
  - Gefecht bei Edelsheim
- 1794:
  - 5. August 1794: 2 Escadrons gehörten zur Brigade Desgranges in der „Division Schaal“ der Armée du Rhin.
  - Gefecht bei Marolles
  - Schlacht bei Fleurus
- 1795: Feldzug in Holland unter Pichegru
  - Gefecht bei Schwalbach
  - Gefecht bei Kreuznach
  - Kaperung der niederländischen Flotte bei Den Helder – Texel
  - 1797: Schlacht bei Neuwied

Einsätze während des Zweiten Koalitionskrieges (1798 bis 1800)
- 1799:
  - Gefecht bei Hirschberg
- 1800:
  - Gefecht bei Bopfingen
  - Gefecht bei Kelheim
  - Gefecht bei Germersheim

Einsätze während des Dritten Koalitionskrieges (1805)
- 1805:
  - Schlacht bei Austerlitz

Einsätze während des Vierten Koalitionskrieges (1806 bis 1807)
- 1806:
  - Gefecht bei Halle
  - Gefecht bei Crewitz
- 1807:
  - Gefecht bei Mohrungen
  - Gefecht bei Braunsberg[5]
  - Schlacht bei Friedland

Feldzug in Spanien (1808 bis 1813)
- Schlacht bei La Albuera

Einsätze der 3. und 4. Escadron während des Sechsten Koalitionskrieges (1813 bis 1814)
- 1813: Feldzug in Deutschland
  - Völkerschlacht bei Leipzig

- 1814: Feldzug in Spanien (1814) und Feldzug in Frankreich (1814)
  - Schlacht bei Orthez
  - Schlacht bei Montereau

- 1815: Herrschaft der Hundert Tage
  - Das Regiment wurde in die Gegend von Belfort kommandiert und dort der 2. Brigade (Général Baron de Rambourg) der 8. Kavalleriedivision unterstellt. Drei Escadrons unter dem Kommando von Colonel de Séganville führten am 1. Juli 1815 im Gefecht bei Sevenans die letzten Kampfhandlungen der Napoleonischen Armee aus. Eine Attacke gegen österreichische Infanterie brachte noch einmal 600 Gefangene ein. Dabei wurde ein Offizier getötet und zwei Offiziere verwundet.

Verwundete Regimentskommandanten dieser Periode:
- Chef de brigade Barbier: verwundet am 2. Dezember 1805
- Colonel Gérard: verwundet am 3. November 1806
- Colonel Vinot: verwundet 1808

Offiziersverluste zwischen 1808 und 1815:
- gefallene Offiziere: 7
- an ihren Verwundungen verstorbene Offiziere: 5
- verwundete Offiziere: 59

### 1815 bis 1848

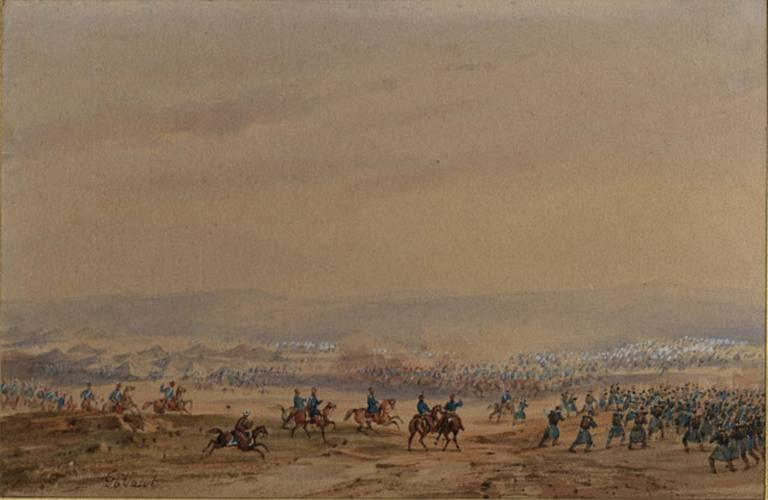
Schlacht bei Sidi-Brahim 1845

Am 26. Oktober 1840 wurde das 8e régiment de hussards wieder aufgestellt, das „2e RH“ gab dazu 166 Reiter und 75 Pferde ab.
Im Jahre 1844 forderte der Gouverneur von Algerien, Maréchal Bugeaud, Verstärkungen zum Krieg gegen Marokko und die Verbündeten von Abd el-Kader an. Daraufhin wurden das „2e RH“ und das 9e régiment de chasseurs in Marsch gesetzt.
Am 18. Juli 1844 in Port-Vendres eingeschifft, erreichten die vier Escadrons unter dem Kommando von Colonel Joseph Gagnon am 20. Juli Oran. Im August hatte Bugeaud eine Armee von 8.000 Mann zur Verfügung, mit der er bei Isly die marokkanische Armee aus 30.000 Reitern und Infanteristen in die Flucht schlug. Die Marokkaner verloren 800 Mann an Gefallenen und zwischen 1.500 und 2.000 an Verwundeten. Es wurden 19 Fahnen, Kanonen, Zelte (darunter das Zelt des Königs mit allem Mobiliar) und eine große Menge sonstiges Material erbeutet. Aus diesem Anlass wurde dem Regiment die ehrenvolle Inschrift „Isly“ auf der Fahne genehmigt. 1845, in der Schlacht bei Sidi-Brahim, wurde die 2. Escadron, die an der Seite des 8e bataillon de chasseurs à pied kämpfte, fast vollständig vernichtet.
Der Einsatz in Algerien brachte dem Regiment den Ehrennamen „Lions du Désert“ (Wüstenlöwen) ein.

### Second Empire
- 14. Juni 1859: Schlacht bei Solferino:

Nachdem Kaiser Napoléon III sich 1859 mit dem Königreich Sardinien-Piemont gegen die Österreicher verbündet hatte, wurden 120.000 Mann aufgeboten, um diese aus Norditalien zu verdrängen und so die Einheit Italiens voranzutreiben. Das „2e RH“ wurde in Vesoul mit vier Escadrons (3., 4., 5. und 6.) zu je 150 Mann und 120 Pferden unter dem Kommando von Colonel L’Huillier mobil gemacht. Am 20. und 27. April wurde Vesoul in zwei Kolonen verlassen. Das Regiment bildete, zusammen mit dem 7e régiment de hussards, die „Brigade Clérembault“, die 1. Brigade der Leichten Kavalleriedivision von Général Partourneaux, zugeteilt dem 3. Korps von Maréchal Canrobert.
Die vier Escadrons wurden in Tortona am 21. Mai wieder vereinigt, allerdings gleich wieder aufgeteilt, um als Vorhut der Divisionen des 3. Korps zu fungieren. Die 3. Escadron wurde als Bedeckung des Stabes von Maréchal Canrobert eingesetzt. Letztendlich wurden die 4., 5. und 6. Escadron am 13. Juni wieder zusammengezogen und gemeinsam mit den anderen Regimentern der Kavalleriedivision Partourneaux sowie zwei weiteren der Division Desvaux zur Verfolgung der Österreicher eingesetzt.
Am 24. Juni wurden die Kavalleriedivisionen Partourneaux und Desvaux dem 4. Armeekorps von Général Niel unterstellt. Es hatte den Auftrag, das Dorf Guidizzolo in der Ebene von Medole, im Süden der französischen Positionen, einzunehmen. Das Zentrum der Kämpfe verlagerte sich bald um den Bauernhof von Casa-Nuova, den die 2. Infanteriedivision des Korps massiv angriff. Dieser Hof war von Gräben und Hecken umgeben, hinter denen die Österreicher Deckung fanden und ein tödliches Abwehrfeuer unterhielten. Um 14:00 Uhr steckte General Vinoy noch immer am Casa-Nuova-Bauernhof fest. Er bat General Partourneaux, der erschöpften und unter Munitionsmangel leidenden Infanterie zu Hilfe zu kommen.
Nachdem General Partourneaux zunächst das „7e régiment de hussards“ zur Unterstützung eingesetzt hatte, warf er durch die Maulbeerfelder auch das „2e RH“ nach vorne.
Colonel L’Huillier stellte sich an die Spitze der 5. Escadron, befahl die 6. Escadron auf seine linke Seite und die 4. Escadron zur Unterstützung hinter sich. Die Regimentsmusik schloss sich, ohne befohlen worden zu sein, der 4. Escadron an. Die Attacke war ein voller Erfolg, eine große Anzahl der Österreicher wurde getötet, die anderen ergriffen die Flucht. Die französische Infanterie konnte die Offensive wieder aufnehmen. Als die Husaren des „2e RH“ in der gleichen Nacht auf dem Schlachtfeld biwakierten, nachdem sie 18 Stunden im Sattel gesessen hatten, waren drei Offiziere und 36 Husaren gefallen, aber das Regiment hatte die Ehre, die Schlacht bei Solferino als ehrenvolle Erwähnung auf seiner Standarte verewigt zu bekommen. 50 Jahre später, 1909, verlieh die Stadt Mailand in Erinnerung an dieses glorreiche Ereignis seine Goldmedaille an das Regiment.

### Deutsch-Französischer Krieg
Im Jahre 1870 bildete das „2e RH“ zusammen mit dem „7e régiment de hussards“ die 1. Brigade (Général Montaigu) der Kavalleriedivision (Général Legrand) im 4. Korps (Général de Ladmirault). Im Biwak bei Thionville nahm das Regiment am 27. Juli 1870 mit drei Escadrons an einer gewaltsamen Aufklärung nach Deutschland teil. Nachdem die Grenze bei Sierck-les-Bains überquert worden war, wurde Perl (Mosel) besetzt und die dortigen Telegraphenanlagen zerstört.
Die Division Legrand nahm am 9. August am Gefecht bei Boulay-Moselle, am 14. August an der Schlacht bei Colombey, am 16. August an der Schlacht bei Mars-la-Tour und am 18. August an der Schlacht bei Gravelotte teil.
In der Schlacht bei Mars-la-Tour war das Regiment in der größten Kavallerieattacke des ganzen Krieges eingesetzt. Die Division Legrand sammelte sich hinter der Ferme de Grizières auf der rechten Seite der französischen Aufstellung. Nach 18:00 Uhr erhielt die Division den Befehl, die preußische Kavallerie in Richtung Mars-la-Tour anzugreifen. Die beiden Brigaden waren in einem Bogen von links nach rechts aufgestellt; links die Brigade Montaigu mit dem „2e RH“, das das Schleswig-Holsteinische Dragoner-Regiment Nr. 13 angriff und dazu vorher die Front der 11. preußischen Kavalleriebrigade (General von Bardy), bestehend aus dem Königs-Ulanen-Regiment (1. Hannoversches) Nr. 13, dem Oldenburgischen Dragoner-Regiment Nr. 19, dem Kürassier-Regiment „von Driesen“ (Westfälisches) Nr. 4 und Teilen des 2. Hannoverschen Dragoner-Regiments Nr. 16 und des Magdeburgischen Husaren-Regiments Nr. 10, kreuzen musste.
Am weitesten östlich attackierte Général Legrand an der Spitze des 3e régiment de dragons, bald verstärkt durch die Brigade Général de France (Régiment de dragons de la garde und Régiment de lanciers de la garde). Es entwickelte sich ein großes Durcheinander aus etwa 2900 deutschen und 2500 französischen Reitern ohne zählbares Ergebnis. Im „2e RH“ waren nach dieser Attacke 23 von 32 Offizieren tot oder verwundet, 83 Husaren waren gefallen.
Nach der Schlacht bei Saint Privat war das Regiment mit der „Armée de Metz“ eingekesselt, bei mehreren Ausbruchsversuchen, so bei Sainte-Barbe (30. August), Servigny-lès-Sainte-Barbe (31. August) und Sainte-Ruffine (28. September), konnte es sich auszeichnen. Die Husaren, die ihre Pferde geopfert hatten, um die Hungersnot der Bevölkerung von Messina zu mildern, verdienten sich den von Général de Cissey als „5. Infanterieregiment seiner Division“ bezeichneten Titel. Am 27. Oktober 1870 wurde das Regiment in die Kapitulation des Ortes einbezogen, aber viele Offiziere flohen, um den Kampf fortzusetzen.
Ein „2e régiment de hussards de marche“ (Marschregiment) wurde am 1. November 1870 in Poitiers aus Teilen des 4e régiment de hussards, 5e régiment de hussards, 6e régiment de hussards und „7e régiment de hussards“ als Teil der Loire-Armee und dann der Bourbaki-Armee aufgestellt. Es kämpfte im Januar 1871 unter Befehl von Lieutenant-colonel de Pointis in der Schlacht bei Villersexel und Héricourt. Dieses Regiment bildete den Grundstock für das neue „2e régiment de hussards“.

### 1871 bis 1914
Während der Pariser Kommune im Jahre 1871 beteiligte sich das Regiment mit der Armee von Versailles
an der Blutigen Woche.
Das „2e RH“, aus dem Marschregiment und dem Regimentsdepot wieder aufgestellt, wurde in Saint-Germain-en-Laye, 1873 in Pont-à-Mousson und dann 1878 in Nancy stationiert. Es bildete mit dem „4e RH“ aus Pont-à-Mousson die 2. Husaren-Brigade der 5. Kavalleriedivision des 6. Korps.
Von Oktober 1880 bis September 1887 war das Regiment in Orléansville in Algerien stationiert. Ausgerüstet mit Araberpferden, operierte es in der Gegend südlich von Oran. Als das Regiment 1887 nach Châlons-sur-Marne zurückkehrte, ließ es die 3., 4. und 5. Escadron zur Aufstellung des neuen „5e régiment de chasseurs d’Afrique“ in Algerien zurück. Zur Komplettierung wurde dann eine Escadron des 11e régiment de hussards und des 12e régiment de hussards eingegliedert. Von 1890 bis 1894 wurde Garnison in Melun bezogen.
1894 bis 1913 war die Einheit in Senlis stationiert und verlegte dann bis August 1914 nach Verdun. Das Depot, die Verwaltung und die Intendanz waren jedoch in Reims. Das Regiment gehörte zur 4. Leichten Kavalleriebrigade.

### Erster Weltkrieg

#### 1914
- Marsch nach Belgien (im August in Arlon)
- 28. und 29. August: Rückzug nach der Schlacht an der Guise
- Rückzugskämpfe an der Aisne (Courpoil, Ferme de la Gouttière, Épieds, Courbin, Maison-rouge am 3. September, Fontenelle, Marchais am 4. September), Erste Schlacht an der Marne

#### 1915
- Mai bis Juni: Kämpfe bei Beauval, Givenchy-le-Noble, Montdidier, Château-Thierry

#### 1916
- Kämpfe an der Aisne, bei Chilly, Vailly

#### 1917
- Kämpfe in der Champagne, bei Ludes (Marne)

#### 1918
- Verfolgungskämpfe an der Somme, bei Argicourt, Moreuil, Bois de l’Arrière-Cour (26. März bis 6. April), östlich von Château-Thierry (28. Mai bis 10. Juni). Von Oktober bis November stand das Regiment in Flandern (Ypern, Menen).

Nach dem Waffenstillstand marschierte das Regiment über Eyseringhen (17. November) und Brüssel (21. November) nach Lüttich, wo es am 2. Dezember an einem Defilee teilnahm. Die 4. Escadron nahm am 7. Dezember in Aachen an einem Defilee teil. Im gleichen Monat wurde die 4. Kavalleriedivision zur Besetzung des linken Rheinufers in der Region Koblenz bestimmt. Die Husaren durchquerten Luxemburg am 18. Dezember und blieben bis zum 11. März in der Gegend um Simmern/Hunsrück. Danach verlegten sie über Ingelheim nach Bingen und Mainz, wo sie unter dem Kommando von Colonel Boullaire bis 1920 bleiben sollten.
In diesem Krieg sind acht Offiziere, 22 Unteroffiziere, 21 Brigadiers, vier Trompeter und 96 Reiter gefallen.
Es wurden insgesamt 680 Auszeichnungen zuerkannt:
- eine kollektive Nennung für die 3. und 4. Escadron im Armeebefehl der 1. Armee
- eine kollektive Nennung für die 2. Escadron durch die 4. Kavalleriedivision
- 32 Einzelnennungen im Armeebefehl
- 34 Einzelnennungen im Armeekorpsbefehl
- 101 Einzelnennungen im Divisionsbefehl der 4. Kavalleriedivision
- 36 Einzelnennungen im Brigadebefehl
- 475 Einzelnennungen im Regimentsbefehl
- kollektiv für das Regiment die britische Military Medal

### Zwischenkriegszeit
Am 1. August 1921 wurde das „2e régiment de hussards“ in Versailles aufgelöst, am gleichen Tag wurde das 10e régiment de hussards in Tarbes in „2e régiment de hussards“ umbenannt. Kommandant war Colonel Pichon-Vendreuil.
Auf Anregung von Général Debeney, Stabschef der Armee, erließ Kriegsminister Paul Painlevé die ministerielle Anordnung Nr. 4746 I/II vom 2. Mai 1929, mit der die aktiven Einheiten die Tradition der aufgelösten Regimenter zu pflegen hätten. Diese Anordnung wurde durch das Rundschreiben Nr. 10796 I/II vom 27. Oktober 1930 ergänzt und durch das Rundschreiben Nr. 2010-4/2 vom 25. November komplettiert. Demnach übernahmen 1930 die Escadrons des „2e régiment de hussards“ die Traditionspflege des „6e régiment de hussards“, des „10e régiment de hussards“ und des „15e régiment de dragons“:
- 2. Escadron: die Tradition des 6e régiment de hussards (Marseille)
- 3. Escadron: die Tradition des 10e régiment de hussards (Tarbes)
- 4. Escadron: die Tradition des 15e régiment de dragons (Libourne)

Im Juni 1932 wurden bei einer Zeremonie im Ehrenhof des Invalidendoms dem „2e régiment de hussards“ aus den Händen von Général Maxime Weygand, Vizepräsident des obersten Kriegsrates, die Fahnen der aufgelösten Einheiten überreicht, deren Tradition dem Regiment übertragen worden war.
In den 1930er Jahren war das Regiment noch in vier berittene und eine überzählige Escadron gegliedert. Jede Escadron verfügte über vier Pelotons und ein überzähliges Peloton.
Die überzählige Escadron bestand aus:
- einem Peloton zu vier bespannten Maschinengewehrgruppen
- einem Peloton mit bespannten 81-mm-Mörsern und einer Canon d’Infanterie de 37 modèle 1916 TRP
- einem bespannten Fernmeldepeloton
- einem Peloton mit Seitenwagenmotorrädern der Firma René Gillet
- einem Peloton Maschinengewehre, die Lafetten gezogen von Lastkraftwagen
- einem Peloton zu drei Panzerwagen Laffly 50 AM mit 37-mm-Kanonen und Maschinengewehren

Im Januar 1939 waren die Husaren in Tarbes stationiert, wo sie zu den Truppen des „Plan de barrage“ (Sperrplan) in den Pyrénées-Orientales gehörten. Es ging darum, die Angehörigen der im Spanischen Bürgerkrieg geschlagenen Republikanischen Armee abzuweisen, die, verfolgt von den Franco-Truppen, bei Retirada nach Frankreich entkommen wollten.

### Zweiter Weltkrieg

#### 1939 bis 1942
Ab dem 2. September wurde das Regiment aufgeteilt und die einzelnen Escadrons als Aufklärungsgruppen verwendet:
„16e groupe de reconnaissance de corps d’armée“ (16e GRCA − 16. Armeekorps-Aufklärungsgruppe) unter Lieutenant-colonel Abrial zum 18. Armeekorps
„23e groupe de reconnaissance de division d’infanterie“ (23e GRDI − 23. Divisions-Aufklärungsgruppe) unter Chef d’escadrons Halna du Fretay zur 31. Gebirgs-Infanteriedivision
„29e groupe de reconnaissance de division d’infanterie“ (29e GRDI − 29. Divisions-Aufklärungsgruppe) unter Chef d’escadrons de Rolland zur 35. Infanteriedivision
„39e groupe de reconnaissance de division d’infanterie“ (39e GRDI − 39. Divisions-Aufklärungsgruppe) unter Lieutenant-colonel de Fontanges zur 36. Infanteriedivision
„71e groupe de reconnaissance de division d’infanterie“ (71e GRDI − 23. Divisions-Aufklärungsgruppe) unter Chef d’escadrons Massacrier zur 1. Kolonial-Infanteriedivision
„74e groupe de reconnaissance de division d’infanterie“ (74e GRDI − 74. Divisions-Aufklärungsgruppe) unter Lieutenant-colonel Roman-Amat zur 4. Kolonial-Infanteriedivision
„80e groupe de reconnaissance de division d’infanterie“ (80e GRDI − 80. Divisions-Aufklärungsgruppe) unter Lieutenant-colonel de Lestapis zur 1. Marokkanischen Division
Am 9. August 1940 wurde das Regiment unter dem Kommando von Colonel du Bois de la Calande entlassen. Am 1. September des gleichen Jahres wurde es als Teil der Waffenstillstandsarmee des Vichy-Regimes erneut aufgestellt. Es handelte sich um ein Regiment vom Typ „régiment de réserve générale“ mit einer Stärke von 31 Offizieren, 156 Unteroffizieren, 817 Reitern und 1210 Pferden. Es wurde die Kaserne in Tarbes bezogen, bis am 25. November 1942 nach der Besetzung Restfrankreichs durch die Deutsche Wehrmacht (Unternehmen Anton) die erneute Auflösung erfolgte.

#### Befreiungsarmee 1944 bis 1945 (L’Armée de Libération)
Im August 1944 wurde der „Commandant“ Émile Darizcuren, Chef der „Armée Secrète“ (Geheimen Armee) der Region Tarbes und ehemaliger Anführer des Poloteams des „2e RH“, de facto Chef des wiederhergestellten Regiments. Mit der Anordnung Nr. 39 vom 19. Dezember 1944 gewährte General Collet, Befehlshaber der 17. Militärregion, dem zunächst so genannten „1er régiment de cavalerie de Bigorre“ mit Garnison in Tarbes die Gunst, die Standarte und die Traditionen des „2e régiment de hussards“ zu übernehmen. Dieses Regiment bestand aus sehr unterschiedlichen Elementen:
- „Corps franc de la Montagne Noire“ (Freischärler der Schwarzen Berge), in der Hauptsache aus dem Languedoc rekrutiert. Nach den Kämpfen bei Prades und Galaube wurde das „Corps franc de la Montagne Noire“ in Lyon und Dijon in die 1. Armee eingegliedert. Die 6. Escadron wurde dem „Kavallerieregiment Bigorre“ in Tarbes unterstellt.
- „Maquis de Lorris“ (Département Loiret). Nach den Aktionen in der Region von Châteauneuf-sur-Loire und Orléans folgte die Teilnahme an der Befreiung von Paris unter dem Kommando von Lieutenant-colonel Marc O’Neill. Der „Maquis de Lorris“ war zuerst bei der Aufstellung des 95e régiment d’infanterie eingesetzt und wurde dann zur 5. Escadron des „2e RH“ umgewandelt.
- „Maquis du Charolais“, dann „Escadron du Charolais“, gebildet aus zwei Gruppen Freiwilliger – eine aus der Region Bourbon-Lancy, die andere aus der Region Marly-sur-Arroux. Bestimmt zur 3. Escadron des Kavallerieregiments Bigorre, wurden sie dann zur 1. Escadron des „2e RH“.
- 8e régiment de cuirassiers: Die 2. Escadron (Escadron Delong), noch an der Front vor dem deutschen Widerstandsnest Saint-Nazaire, wurde am 1. April 1945 zum Regiment überstellt.[7]
- ehemalige Angehörige des „2e RH“

Das Regiment erhielt dann noch Teile des 3e régiment de hussards und des 9e régiment de dragons, um das Aufklärungsregiment der 36. Infanteriedivision zu errichten. Es verließ Tarbes am 22. Februar 1945 und bezog Quartiere in der Region um Vic-en-Bigorre und Rabastens-de-Bigorre. Am 2. April 1945 wurde dem Lieutenant-colonel O’Neill, neuer Regimentskommandant, aus den Händen von Général de Gaulle die Standarte des „2e régiment de hussards“ überreicht.
Amerikanische Ausrüstung wurde ab dem 20. April 1945 angeliefert, in der Hauptsache leichte Waffen und Jeeps. Nach dem Kriegsende am 8. Mai blieb das Regiment noch bis zum Ende des Monats in Bigorre. Am 2. Juni verlegte es nach Cagnes-sur-Mer und wurde jetzt als Aufklärungsregiment der 36. Infanteriedivision eingesetzt, mit der Aufgabe, die italienische Grenze zu überwachen. Am 21. September wurde die 36. Infanteriedivision dem Generalkommando der Besatzungstruppen in Deutschland unterstellt. Zu Beginn des Monats Oktober verlegte das „2e RH“ nach Baden, wo Teile des aufgelösten 18e régiment de chasseurs à cheval eingegliedert wurden.

### Nach 1945
- 20. Februar 1946: Auflösung in Südbaden
- 1. April 1946: Aus Teilen des „4e régiment de hussards“ im Quartier[8] Sonis in Orléans wieder aufgestellt
- August 1955 bis März 1956: Die 2. Escadron wurde zur Aufstellung einer operativen Gruppierung (Groupement opérationnel) in Marokko verwendet und dort eingesetzt.
- 1. Juni 1956: Die 2. Escadron wurde Stammeinheit des Infanterie-Ausbildungszentrums (Centre d’instruction d’infanterie).
- 1958: Versetzung der 2. Escadron als Stammeinheit zum Panzertruppen- und Kavallerie Ausbildungszentrum (Centre d’instruction Arme Blindée et Cavalerie)
- 1. September 1962: Eingliederung des aufgelösten 12e régiment de dragons und Übernahme der taktischen Aufgaben der Dragoner
- 1. Juli 1979 bis August 2009: Garnison in Sourdun als Nachfolgeeinheit des 9e régiment de hussards. Aufgabe als gepanzertes Aufklärungsregiment des 3. Armeekorps, ausgestattet mit AMX-10 RC und Peugeot P4 mit MILAN. 1998 erfolgte die Umgliederung in ein Fernspähregiment.

Bis 2009 war es eingesetzt:
- in Ex-Jugoslawien (Bosnien und Kosovo)
- im Bürgerkrieg in der Elfenbeinküste
- im Tschad
- in der Zentralafrikanischen Republik
- im Libanon
- in Afghanistan
- in Mali

Mit der Militärreform von 2009 wurde die Garnison in Sourdun aufgegeben, das Regiment verlegte in das „Quartier Estienne“ im „Camp d’Oberhoffen“ bei Haguenau.

## Devise des Regiments
Noblesse oblige, Chamborant autant

Adel verpflichtet, Chamborant ebenso
Die Devise der Familie de Chamborant, Oncque ne failli, wurde in die Tradition des Regiments aufgenommen. Die Stabsescadron führt diese als Traditionsnamen.

## Standarte

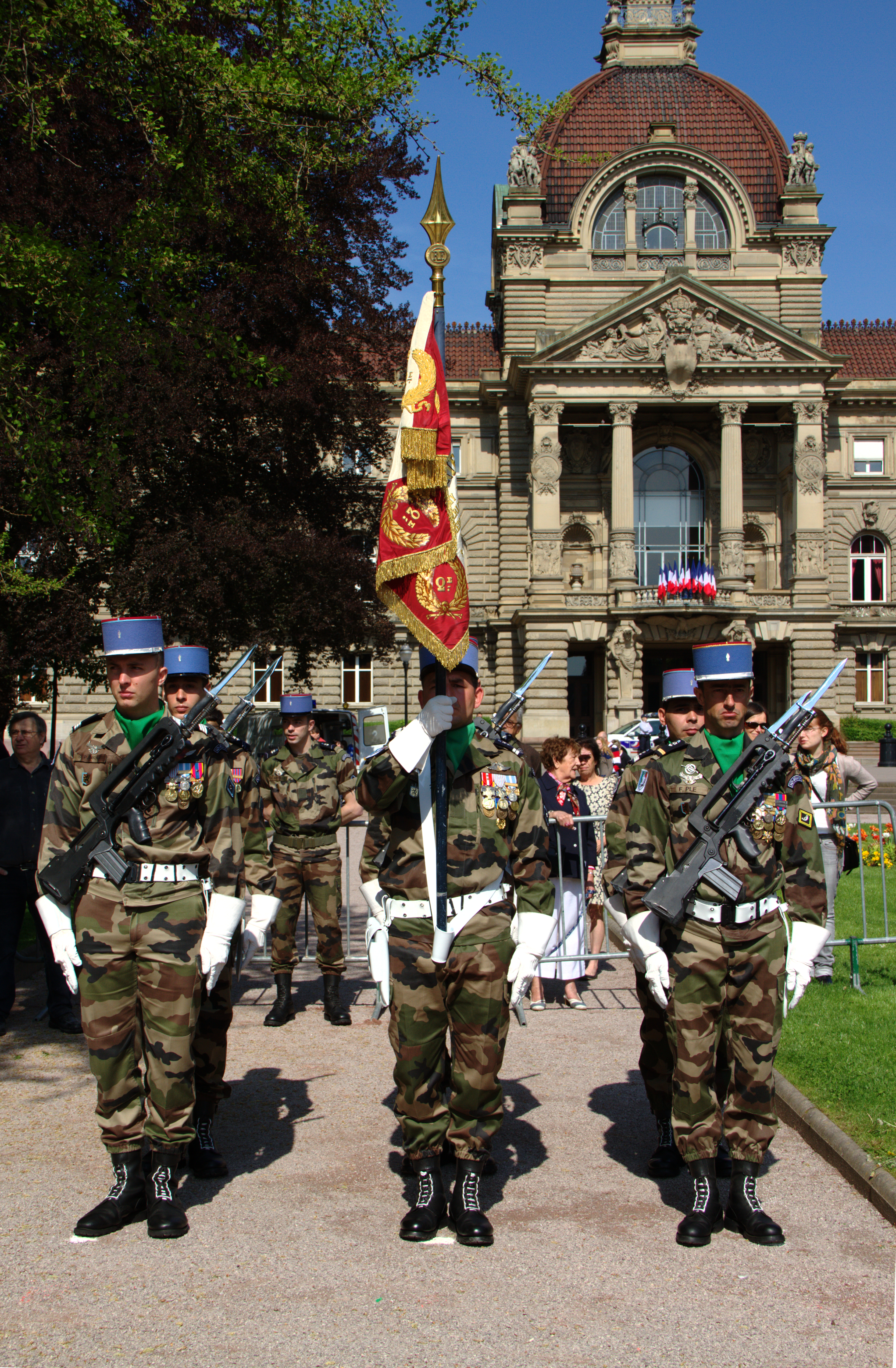
Die Fahnenabteilung

Die Regimentsstandarte trägt, in goldenen Lettern, die Namen der Schlachten, in denen das Regiment ruhmreich gekämpft hat.

## Auszeichnungen und Ehrenwaffen
Auszeichnungen des Regiments

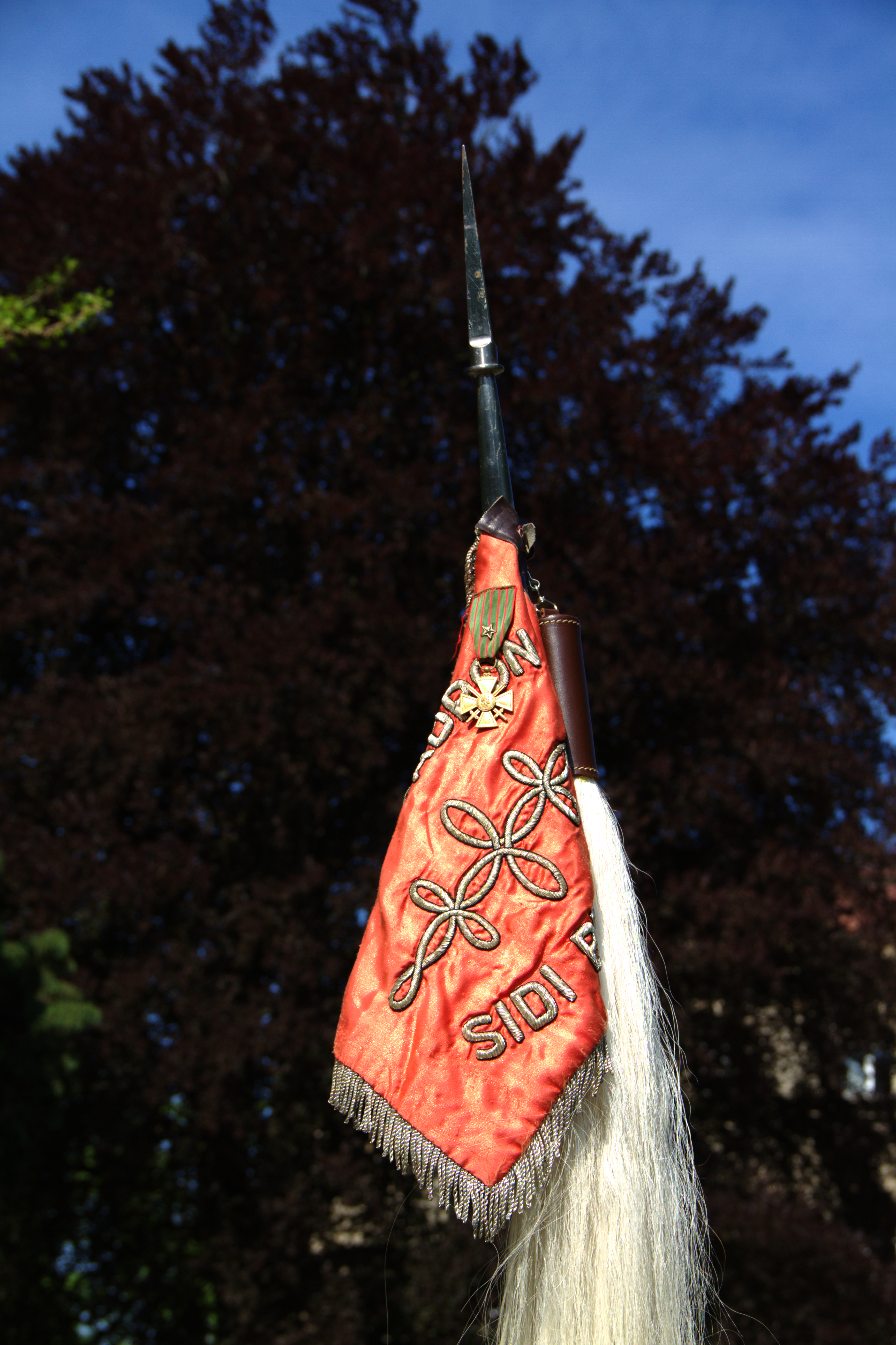
Das Croix de guerre 1914–1918 mit einem Stern am Escadronswimpel (Fanion) der 2. Escadron. Darunter der weiße Pferdeschweif der Husaren.

- Das Regiment der „Hussards bruns“ (Braunen Husaren) oder „Hussards de Chamborant“ ist mit der Goldmedaille der Stadt Mailand für die Beteiligung am Sardischen Krieg (Schlacht bei Solferino) ausgezeichnet.
- Die 2. Escadron, kommandiert von Capitaine de Labeau, wurde in einem Divisionsbefehl der 4. Kavalleriedivision lobend erwähnt, weil sie mit bewiesener Energie und Ausdauer eine sechstägige Aufklärungsmission im Yperngebiet durchgeführt hat, die allen Lobes würdig ist, wobei der Lieutenant Le Mintier de la Motte-Basse besonders hervorzuheben ist.[11] Dies brachte der Escadron das Croix de guerre mit einem vergoldeten Stern am Fanion[12] der Escadron ein.
- Das Croix de guerre 1914–1918 mit einem Palmenzweig für eine lobende Erwähnung im Armeebefehl wurde der 3. und 4. Escadron verliehen, die eine Marschkompanie unter dem Kommando von Capitaine Douence aufgestellt hatten: Am 4. April 1918 demonstrierte sie unter der Führung von Capitaine Douence einen hervorragenden Geist und großartigen Mut, als sie, zusammen mit anderen Truppen, diesen glänzenden Gegenangriff ausführte, der dem Feind eine wichtige Position wieder abnahm. Es konnten 25 Gefangene gemacht und zwei Maschinengewehre erbeutet werden (Armeebefehl Nr. 59 der 1. Armee vom 2. Juli 1918, gez. Général Debeney).
- Das Croix de la Valeur militaire mit einem Palmenzweig wurde in einer Zeremonie im Hof des Invalidendoms dem Regiment für den Einsatz 2012 in Afghanistan verliehen.
- Mit dem Croix de la Valeur militaire mit einem Bronzestern wurde die 1. Escadron durch Général Ract-Madou für den Einsatz in Mali 2014 dekoriert.

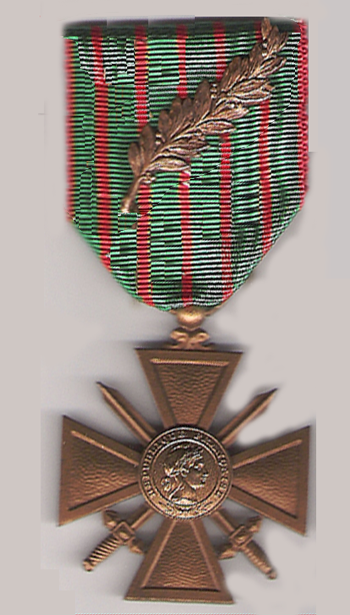
Croix de guerre mit einem Palmenzweig an die 3. und an die 4. Escadron
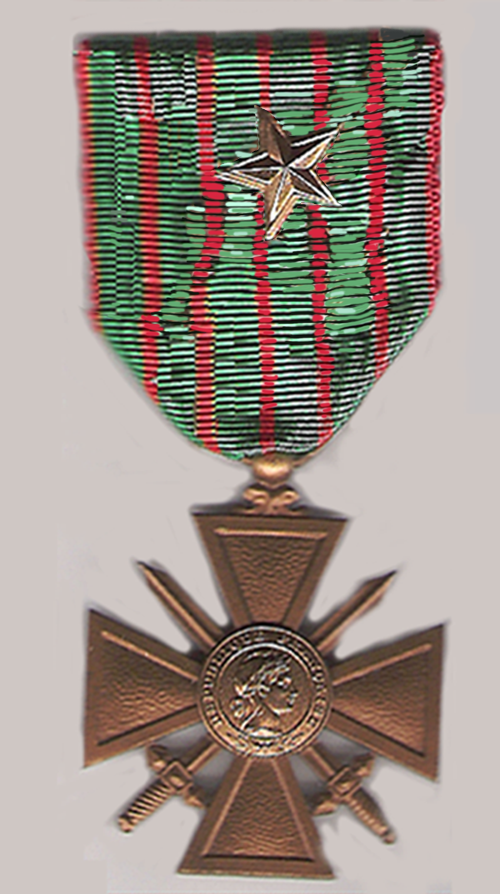
Croix de guerre mit einem Bronzestern an die 2. Escadron
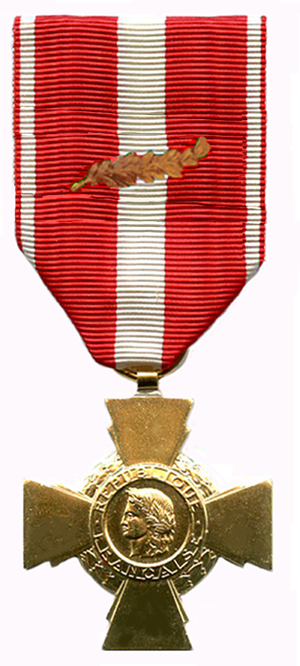
Croix de la Valeur militaire mit einem Palmenzweig an das Regiment
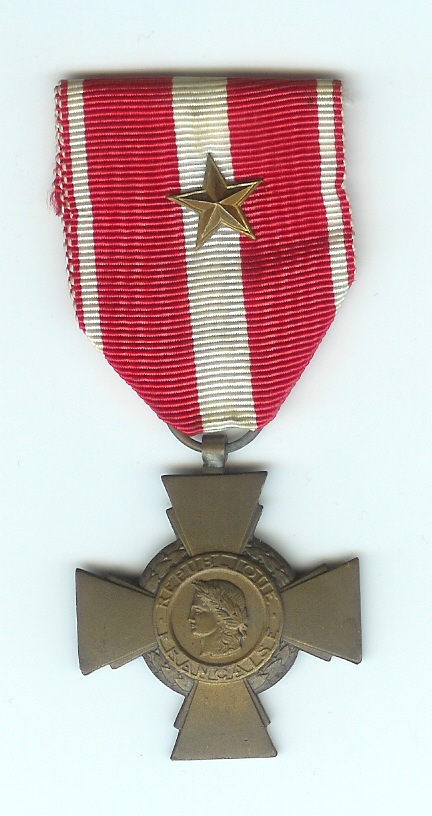
Croix de la Valeur militaire mit einem Bronzestern an die 1. Escadron
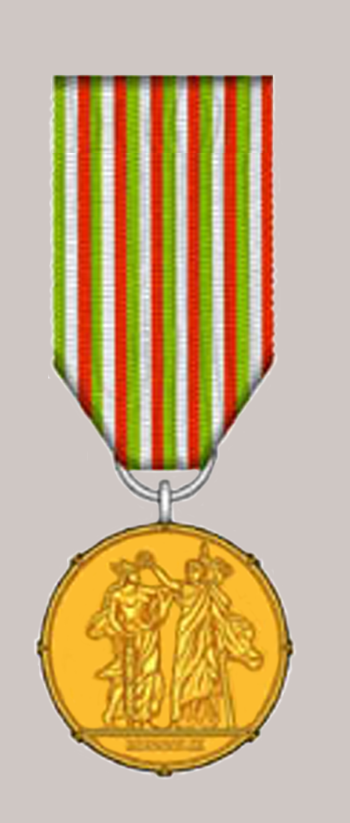
Goldmedaille der Stadt Mailand an das Regiment

Die Angehörigen des Regiments tragen auf dem linken Oberarm den Schriftzug Sidi-Brahim.

### Auszeichnungen an Einzelpersonen
- Jean Baptiste Fuch, Maréchal des logis im Regiment, kämpfte mit Auszeichnung während der Revolutionskriege zwischen 1792 und 1799. Er griff furchtlos eine Batterie mit sechs Feldgeschützen an, tötete mehrere der österreichischen Kanoniere und konnte zwei der Geschütze zurückbringen. Diese übergab er nach dem Gefecht bei Neuwied am 18. April 1797 an den Artilleriekommandanten, Général Debelle. Am 16. Oktober 1799 wurde er erneut lobend erwähnt, als er eine feindliche Batterie angriff. Am 4 pluviôse an XI (23. Januar 1803) ließ ihm der Erste Konsul ein Ehrengewehr (Fusil d’honneur) überreichen. Am 1 vendémiaire an XII (23. September 1803) wurde ihm das Kreuz der Ehrenlegion verliehen. 1805 wurde er zum Maréchal-des-logis-chef befördert.
- Jean Mellinger, Trompeter. In der Schlacht bei Hohenlinden stürzte er sich an der Spitze seiner Escadron auf den Feind, in der einen Hand seine Trompete, in der anderen seinen Säbel. Am 4 pluviôse an XI (23. Januar 1803) wurde ihm eine Ehrentrompete überreicht. Am 1 vendémiaire an XII (23. September 1803) wurde ihm das Kreuz der Ehrenlegion verliehen. Er machte noch die Feldzüge von 1805 und 1807 mit und ist dann 1808 gefallen.
- Nicolas Muller (oder Miller), Maréchal des logis. Er zeichnete sich während des Feldzuges am Rhein durch sein vorbildliches Verhalten aus und konnte sich besonders in der Schlacht bei Hohenlinden hervorheben. Am 4 pluviôse an XI (23. Januar 1803) wurde ihm ein Ehrensäbel überreicht. Am 1 vendémiaire an XII (23. September 1803) wurde ihm das Kreuz der Ehrenlegion verliehen. Nach dem Frieden von Lunéville schied er aus dem Militärdienst aus.
- Joseph Reissmann (oder Recomann), Maréchal des logis. Für außergewöhnliches Verhalten im Feldzug des Jahres 1800 wurde ihm am 28 fructidor an X (15. September 1802) ein Ehrensäbel verliehen. Bei einem Infanterieangriff galoppierte er auf eine Kanone zu, tötete zwei Kanoniere, trieb die anderen in die Flucht und bemächtigte sich der Kanone. Am 1 vendémiaire an XII (23. September 1803) wurde ihm das Kreuz der Ehrenlegion verliehen.
- Claude Richard, Maréchal des logis. Zeichnete sich während des Feldzuges im Jahre 1800 am Rhein aus. Als eine von feindlicher Infanterie und zwei Artilleriebatterien verteidigte Stellung angegriffen wurde, stürmte er als erster unter Beschuss in die Stellung, ergriff eine feuerbereite Haubitze und brachte sie mit zurück. Am 28 fructidor an X (15. September 1802) wurde ihm ein Ehrensäbel verliehen. Am 1 vendémiaire an XII (23. September 1803) erhielt er das Kreuz der Ehrenlegion.

## Ehemalige Uniformen

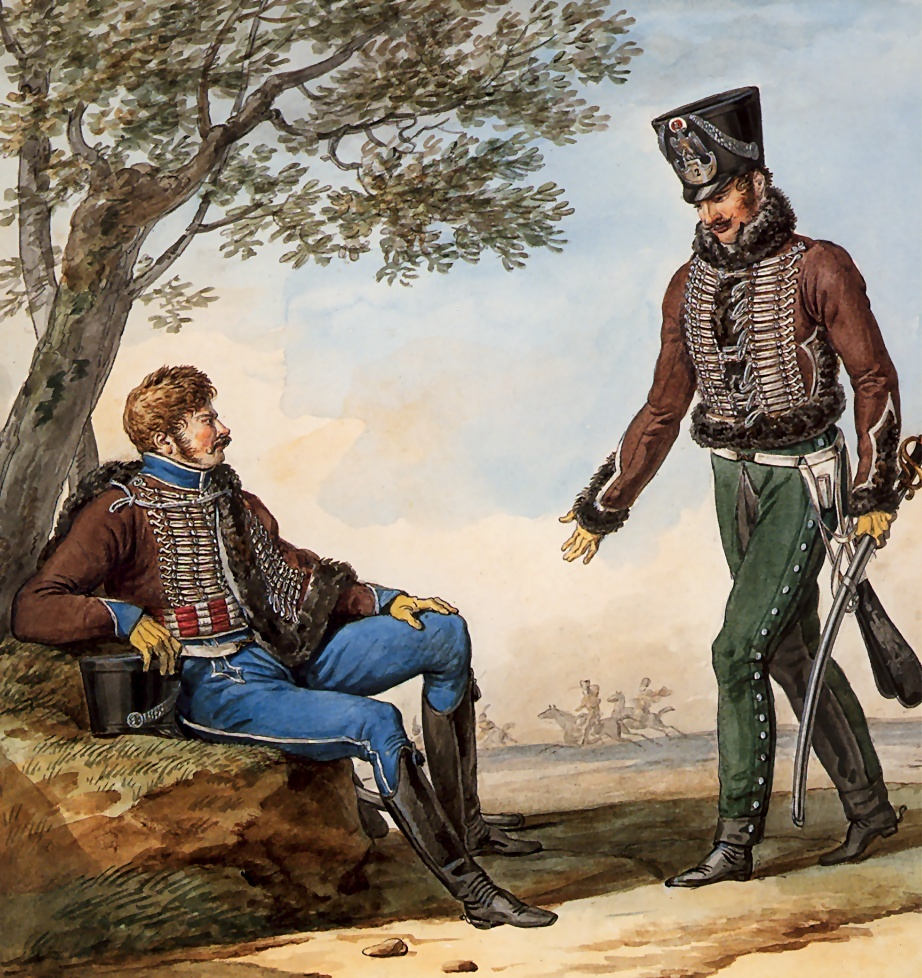
2^{e} régiment de Hussards, 1812

Die traditionelle Uniform des Regiments bestand aus einem braunen Pelz, einem braunen Dolman und azurblauer Hose.

### Uniformen vor der Reform vom 25. März 1776
Von 1744 bis 1763 trugen alle Husarenregimenter eine azurblaue Uniform. Die Regimenter unterschieden sich vorübergehend durch die Farbe der Verzierungen, dann durch die der Mütze und des Mützenflügels.
Im Jahre 1763 wurde durch eine königliche Verordnung eine dunkelgrüne Farbe für Pelz und Dolman und Rot für die Hose eingeführt. Die Regimenter unterschieden sich durch die Farbe der Mütze und des Mützenflügels (Dunkelgrün für das Régiment de Chamborant).

### Reform vom 25. März 1776
Als Ludwig XVI. (Befehl vom 25. März 1776) entschied, die Kavallerie-Regimenter durch ihre Farbe zu unterscheiden, schlug Königin Marie-Antoinette dem Marquis de Chamborant böswillig vor, dass seine Husaren (als wild und stolz bekannt) die braune Farbe der Kutte des Kapuzinerordens übernehmen sollten. Der Marquis antwortete schlagfertig: „Der König wird meine Mönche bei der Arbeit sehen.“
Einige Jahre später, als eine zweite Farbe notwendig wurde, um die Regimenter zu unterscheiden (Verordnung vom 1. Oktober 1786), fragte Marie-Antoinette Chamborant, welche zweite Farbe er wähle. Chamborant antwortete: „Wenn es meiner Königin gefällt, werde ich die Farbe Ihrer Augen wählen.“ So trugen nun die Chamborant Houzards Braun und Azur.
Das Regiment „Chamborant Houzards“, dann „2e régiment de hussards“ trug diese Farben trotz mehrerer Reformen ohne Unterbrechung fast 40 Jahre lang.

### Nach 1825
Bei der Reform der Uniformen der Husaren war das „2e RH“ nicht betroffen, auch bei der Reform 1844 behielt die Einheit den braunen Pelz und Dolman sowie die roten Hosen.

## Das Regiment heute

### Unterstellung

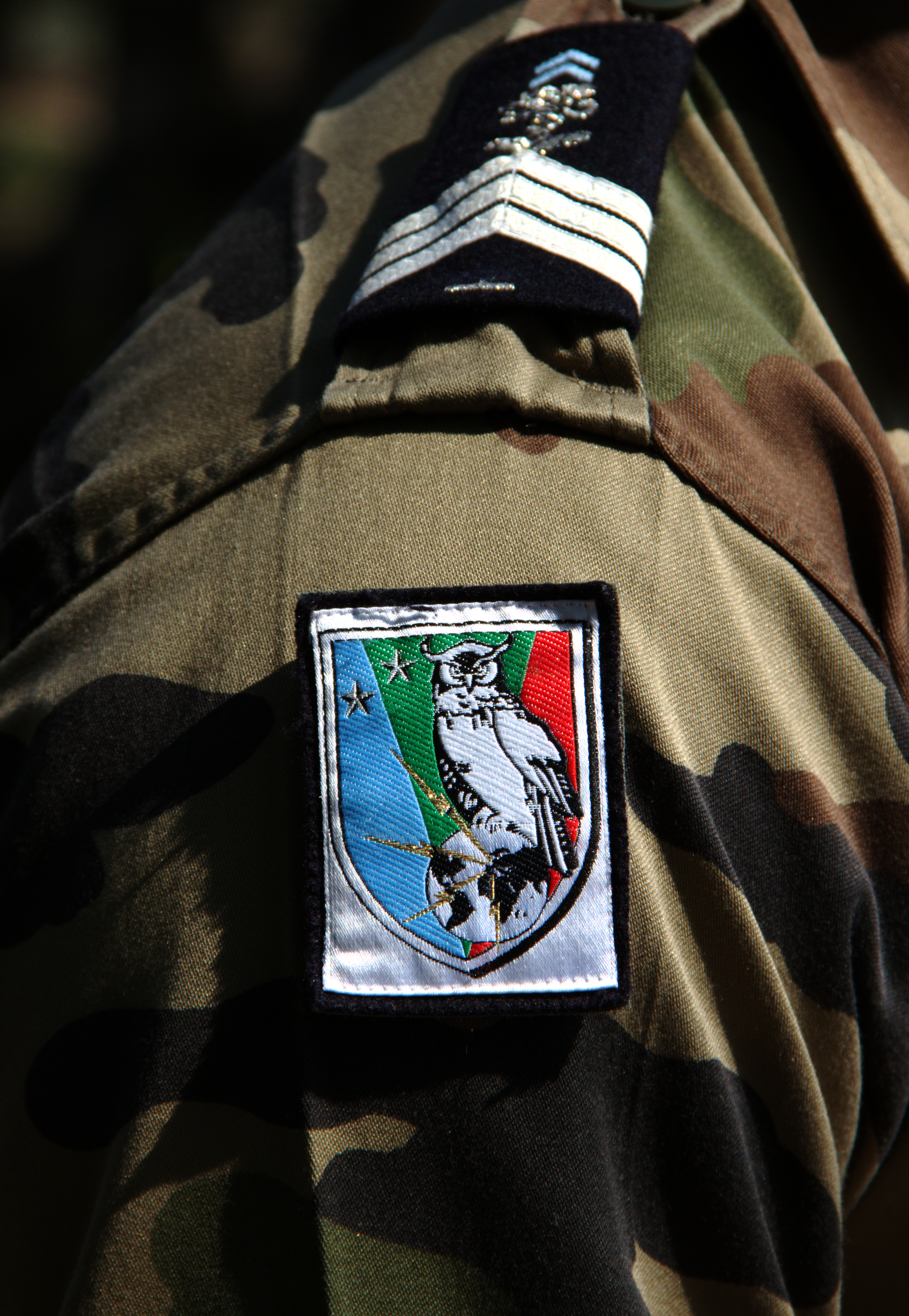
Abzeichen der Brigade de renseignement

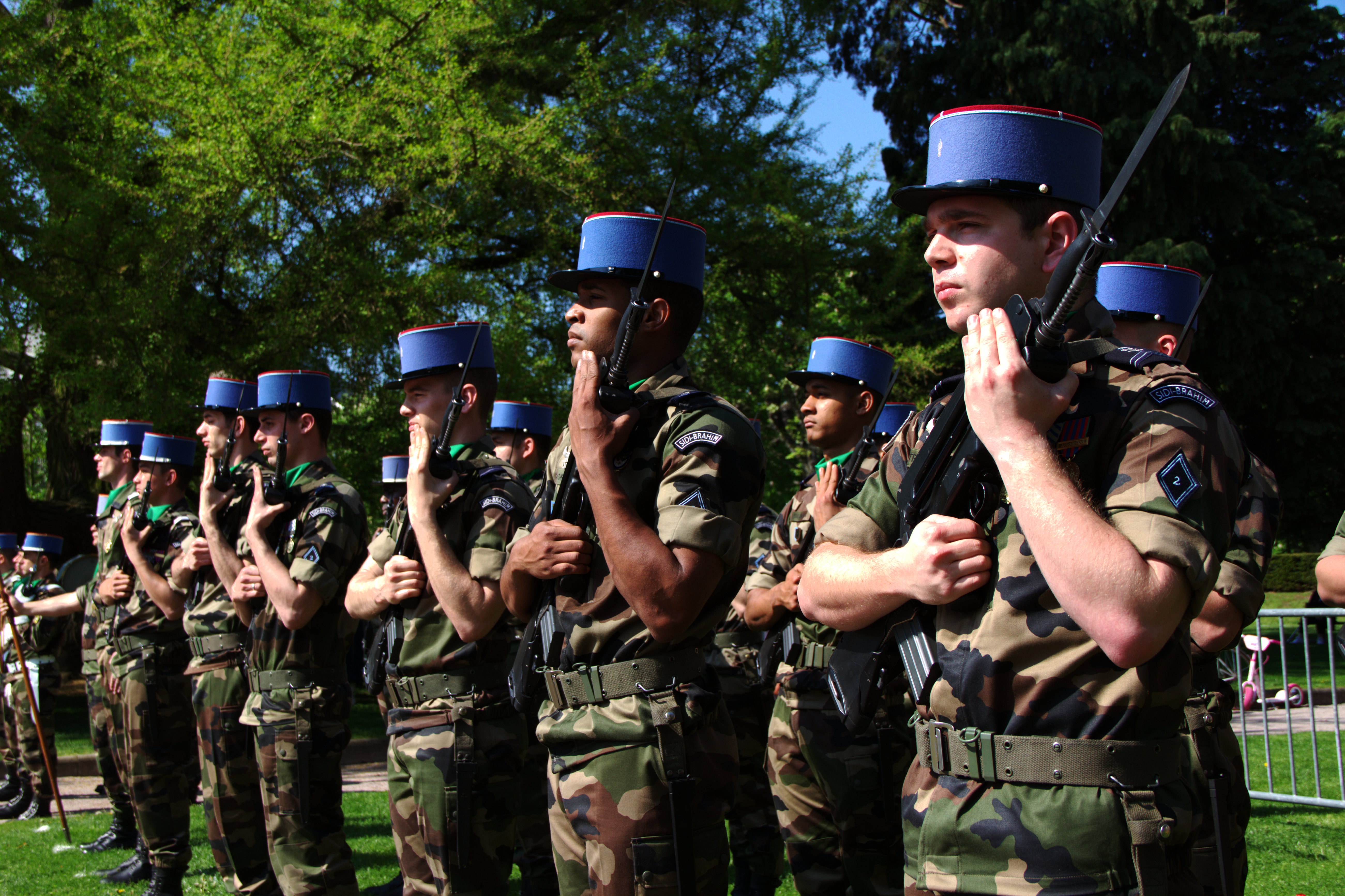
Détachement der 2. Escadron Sidi-Brahim in Strasbourg am 8. Mai 2013

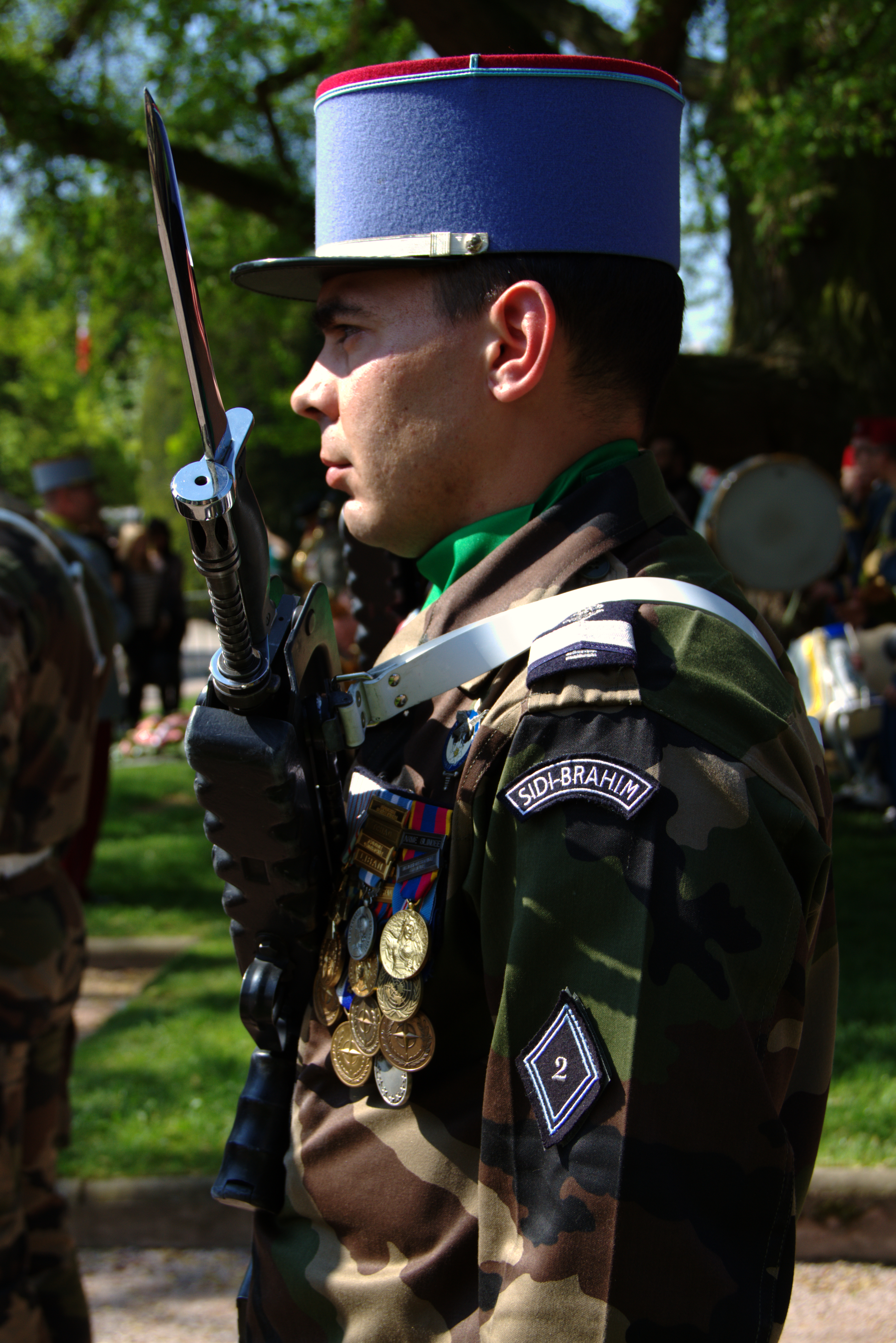
2. Escadron Sidi-Brahim

Das Regiment ist dem Commandement du renseignement unterstellt. Die Husaren sind ein atypischer Fall in der französischen Armee; hier findet sich ein seltenes Beispiel für eine radikale Änderung der Aufgabenstellung (wie bei dem 13e régiment de dragons parachutistes 1963).
Auf Veranlassung des Stabschefs des Heeres (1998), der die französischen Fähigkeiten auf dem Gebiet der Aufklärung erhöhen wollte, unternahm das Regiment zu dieser Zeit einen vollständigen Aufgabenwechsel.

### Einsatzmöglichkeiten
Gestellung von Erkundungspatrouillen, die entweder mit VBL oder aus der Luft operieren. Diese Patrouillen können Informationen von hohem Wert liefern, auch nutzbar für die Luftwaffe und für die ALAT (Aviation légère de l’Armée de terre – Heeresflieger).
Spezialisiert auf Infiltration und Tarnung, ist das „2e RH“ in der Lage, seine Patrouillen in kürzester Zeit einzusetzen.
Die Hauptaufgabe dieser Einheit ist die Aufklärung. Die Aktionen werden von kleinen Teams (Patrouillen) mit einer Stärke von 6 Mann durchgeführt. Diese operieren selbstständig im Rücken des Feindes. Die Infiltration des Ziels kann mit dem VBL, per Hubschrauber oder auf andere, dem Konflikt- oder Krisengebiet angemessene Weise erfolgen. Unter keinen Umständen werden die Transportmittel (Land oder Luft) bis zur Erreichung des Zielgebietes genutzt. Die Endphase der Annäherung ist aus Gründen der Tarnung nur zu Fuß möglich. Jede der Patrouillen erhält ein bestimmtes Ziel, das sie durch verdeckte Annäherung über eine maximale Entfernung von 80 bis 150 Kilometer zu erreichen hat, allerdings werden heute keine allzu großen Entfernungen mehr in Betracht gezogen. Die Patrouille sendet die Ergebnisse ihrer Beobachtungen verschlüsselt an das betreffende Aufklärungszentrum, das sie analysiert und an das Operationskommando weiterleitet, dem es dadurch ermöglicht wird, die bevorstehenden Aktionen zu koordinieren. Die Einheit verfügt über Spezialisten zum Verhör von Gefangenen.
Einige dieser Patrouillen sind in der Lage, Flugzeuge über Funk direkt auf das Ziel zu führen.
Das „2e RH“ ist seit mehreren Jahren für seine Fähigkeit bekannt, „maßgeschneiderte“ neue Aufklärungsmethoden zu erproben und einzuführen, die auf die Bedürfnisse der Truppe abgestimmt sind. Aufgrund seiner Wirksamkeit in Krisengebieten wurde es auch der NATO empfohlen und wird als Fernspäheinheit des Eurokorps bezeichnet.
In dieser Hinsicht bietet es der Armee eine konventionelle Aufklärungsfunktion, deren Einsatz unter dem Kommando der „Brigade de Renseignement“ (BR) – Intelligence Brigade (BR) – steht. Daher sind die Husaren ständig in den verschiedenen Operationsgebieten im Außeneinsatz und stehen ständig in Bereitschaft.
Beginnend mit Bosnien und Herzegowina, dann Kosovo, Afghanistan, Côte d’Ivoire, Tschad, Libanon und der Zentralafrikanischen Republik, sind es allmählich etwa zehn Erkundungseinsätze mit ebenso vielen Détachements, die sich unter Waffen, auf sich selbst gestellt, bei ihren Operationen bewährt haben.

### Ausbildung
Neben dem für die gesamte Armee üblichen Ausbildungsgang bietet das „2e RH“ eine spezielle Ausbildung in der gepanzerten Aufklärung: VAB-Fahrausbildung, Selbstverteidigungstechniken, Einsatz optischer, fotografischer und Videomittel, Fernmeldeausbildung sowie Wissen über die Welt der Information, Topographie usw.

### Zusammensetzung
- 1 Escadron d’administration et de soutien (Verwaltungs- und Unterstützungsescadron)
- 1 Escadron de commandement et de logistique (Stabs- und Logistikescadron)
- 4 Escadrons de recherche du renseignement (Aufklärungsescadrons)
- 1 Escadron de traitement de diffusion du renseignement (Auswertungsescadron)
- 2 Escadrons de réserve (Reserveescadrons)

### Ehrennamen der einzelnen Escadrons
- 1. Escadron: Texel

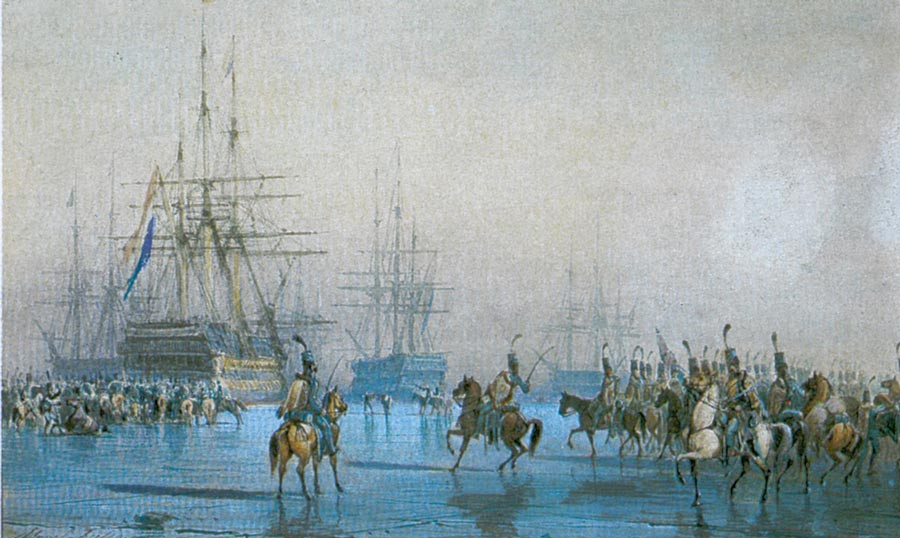
Französische Husaren kapern eingefrorene niederländische Schiffe bei Helder

Zur Erinnerung der Kaperung der niederländischen Flotte bei Texel – Den Helder über das Eis durch die Husaren.
- 2. Escadron: Sidi-Brahim

Schlacht im Feldzug in Algerien, in dem die 2. Escadron und das „8e bataillon de chasseurs à pied“ (8. Bataillon Jäger zu Fuß) unsterblichen Ruhm erworben haben. Unter dem Begriff „La Sidi-Brahim“ finden die Traditionsfeiern der Jäger zu Fuß und der Alpenjäger statt.
- 3. Escadron: Bois de l’Arrière-Cour

Gefecht während des Ersten Weltkrieges, in welchem sich die Escadron in einem kleinen Waldstück an der Somme durch heldenhaften Widerstand ausgezeichnet hat.
- 4. Escadron: Stockem

Am 7. August 1914, als die französischen Truppen durch den deutschen Angriff zurückgeworfen wurden, konnte die Escadron im Kampf gegen eine dreifach überlegene Kavallerieabteilung des deutschen Jäger-Regiments zu Pferde Nr. 7 bei Stockem (Arlon) in Belgien die Übermacht behalten. Die Deutschen hatten um die 50 Gefallene und eine Anzahl an Gefangenen zu verzeichnen. Dafür wurde die Escadron mit dem Croix de guerre ausgezeichnet.
- 5. Escadron (Reserve): Wissembourg

USR (Unité spécialisée de réserve – Spezial-Reserveeinheit)
- 6. Escadron: Oncques ne faillis (Ne faillit jamais), Devise des Hauses Chamborant

ECL (Escadron de Commandement et de Logistique – Stabs- und Versorgungsescadron)
- 7. Escadron: Blangy – 1940 (RECINF)

Aufgestellt am 8. September 2010 durch die Eingliederung der 1. Kompanie der „Gruppierung zur Sammlung von Informationen“ (Groupement de Recueil de l’Information). Übernahme der Traditionspflege der GRCA und der GRDI, die 1940 aufgestellt worden waren und die im gleichen Jahr in die schweren Kämpfe außerhalb von Blangy verwickelt waren, wo sich die 23e GRDI eine lobende Erwähnung im Armeebefehl verdiente.
- 8. Escadron: Warburg – 1762 (RECINF)

Aufgestellt am 8. September 2010 durch die Eingliederung der 1. Kompanie der „Gruppierung zur Sammlung von Informationen“ (Groupement de Recueil de l’Information). Führt als Ehrenname die glorreiche Aktion der Kavallerie unter dem Befehl des Marquis de Chamborant.
- 9. Escadron: Montereau – 1814

Ausbildungseinheit des Regiments. Benannt in Erinnerung an die Attacke der jungen Rekruten des „2e RH“ unter Capitaine Ducis in der Schlacht bei Montereau.

### Ausrüstung

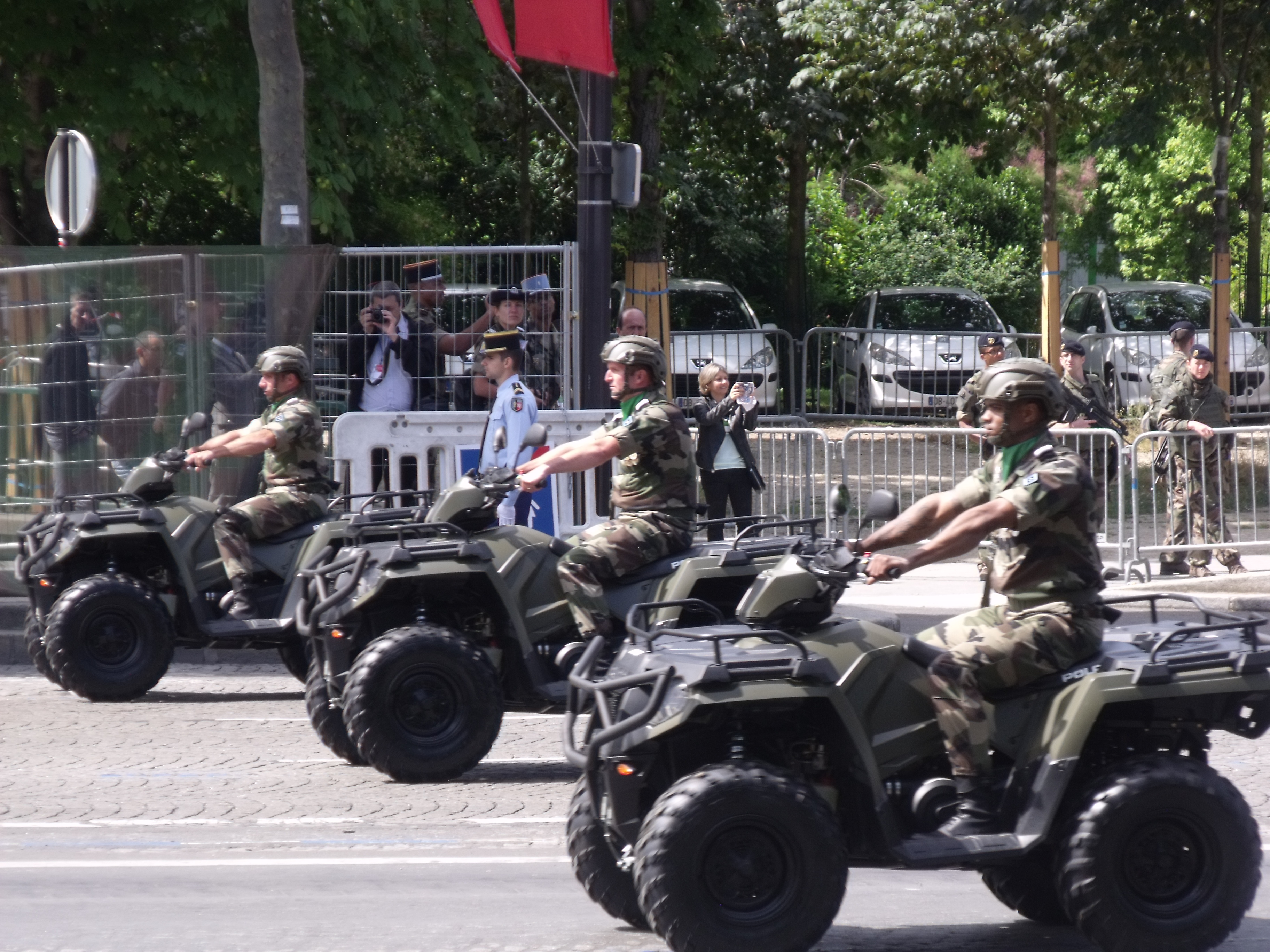
Quad „Polaris“ des „2^{e} régiment de hussards“, 14. Juli 2016 in Paris

Die Mehrheit der Kampffahrzeuge besteht aus Véhicules Blindés Légers (VB2L – Langversion).
Seit dem 21. November 2018 ist das Regiment mit dem Gewehr HK 416 ausgerüstet.
Die Patrouillen sind ausgestattet mit:
- optischen und thermischen Tag- und Nachtsichtgeräten
- Geräten für Foto und Videoaufnahmen bis 1500 Meter
- Funkgeräten HF, VHF, Satellitentelefonen mit Verschlüsselung
- VB2L bewaffnet mit ANF1 (7,62 mm) ausgestattet mit Navigationssystem GPS und MAESTRO
- Tarnutensilien
- ausgestattet für 12 Tage unabhängig von jeder Versorgung

Die Männer verfügen über spezielle Tarnkleidung und Ausrüstung, Spezialtaschen, Waffen-Tragevorrichtungen, die für sehr schwere Lasten während der Infiltration zu Fuß ausgelegt sind.
Die gepanzerte Aufklärungspatrouille besteht aus sechs Mann:
- dem Kommandanten
- dem Vertreter des Kommandanten
- zwei Fahrern
- einem Funker
- einem Beobachter

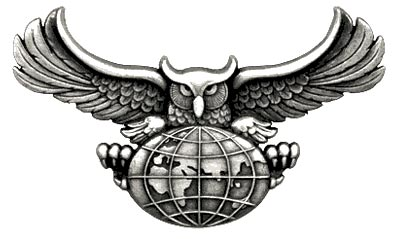
Fernspähabzeichen (Régiment blindé de recherche du renseignement (RBRR))

An die Angehörigen des „2e RH“ können die folgenden Qualifikationsabzeichen vergeben werden:
- Brevet d’observateur de patrouille de recherche profonde (étoile de bronze)

Fernspäher-Patrouillen-Beobachterabzeichen (Bronzestern)
- Brevet d’adjoint de patrouille de recherche profonde (étoile d’argent)

Fernspäherabzeichen Stellvertretender Patrouillenführer (Silberner Stern)
- Brevet de chef de patrouille de recherche profonde (étoile d’or)

Fernspäherabzeichen Patrouillenführer (Goldener Stern)
- Brevet de transmetteur de patrouille de recherche profonde (étoile et foudres de bronze)

Fernspäher-Patrouillen-Funkerabzeichen (Bronzestern mit Blitz)
- Brevet d’adjoint de station transmission (étoile et foudres d’argent)

Abzeichen für den stellvertretenden Kommandanten der Funkstation (Silberner Stern mit Blitz)
- Brevet de chef de station transmission (étoile et foudres d’or)

Abzeichen für den Kommandanten der Funkstation (Goldener Stern mit Blitz)

### Anschrift
2e régiment de hussards

Quartier Estienne

67504 Haguenau CEDEX

## Persönlichkeiten, die im Regiment gedient haben
- Jacques Dufilho (1914–2005), Schauspieler
- Charles de Foucauld (1858–1916), Forscher, Offizier, Priester, Mönch und Eremit
- Général Frédéric Legrand (1810–1870), als Unteroffiziersdienstgrad von 1830 bis 1837
- Hubert Lyautey (1854–1934), Lieutenant von 1880 bis 1882
- Jean Paul Egide Martini (1741–1816), Komponist, Sous-lieutenant surnuméraire von 1768 bis 1772
- Général Henri Navarre (1898–1983), Sous-lieutenant 1918
- Charles Nungesser (1892–1927), Brigadier 1914
- Général Henri Christian Michel Stengel (1744–1796), General